# Gian Gastone de' Medici
Gian Gastone de' Medici (Giovanni Battista Gastone; 24 tháng 5 năm 1671 - 9 tháng 7 năm 1737) là Đại công tước thứ bảy và cũng là cuối cùng của Đại công quốc Toscana thuộc Nhà Medici.
Ông là con trai thứ hai của Đại Công tước Cosimo III và Marguerite Louise của Orléans. Chị gái ông, Nữ hầu tước Palatine Anna Maria Luisa, đã sắp xếp cuộc hôn nhân của ông với quý bà Anna Maria Franziska, một góa phụ giàu có ở Saxe-Lauenburg vào năm 1697. Hai vợ chồng khinh thường nhau và không có con. Sau khi người anh trai Ferdinando de' Medici, Đại công tử xứ Toscana qua đời vào năm 1713, Gian Gastone trở thành người thừa kế số một và chính thức kế vị cha mình vào năm 1723.
Triều đại của ông được đánh dấu bằng sự đảo ngược chính sách bảo thủ của người tiền nhiệm; ông bãi bỏ thuế cho những người nghèo hơn, bãi bỏ các luật hình sự hạn chế người Do Thái và ngừng các cuộc hành quyết công khai. Medici muốn có những người thừa kế nam giới; cha của ông, Cosimo III, muốn Hầu tước Palatine kế vị Gian Gastone. Tuy nhiên, Tây Ban Nha, Anh, Áo và Cộng hòa Hà Lan đã bỏ qua kế hoạch của Cosimo và bổ nhiệm Vương tử Carlos của Tây Ban Nha - mẹ của ông là Elisabeth Farnese, là cháu gái của Margherita de' Medici trở thành người thừa kế của Toscana. Dưới các thoả thuận của người Pháp, Tây Ban Nha và Áo, Francis Stephen xứ Lorraine đã đổi Công quốc Lorraine của gia tộc mình để lấy Đại công quốc Toscana, trong đó Vương tử Carlos của Tây Ban Nha thì được làm vua của Vương quốc Napoli và Sicilia. Người Áo nhận được Công quốc Parma còn Công quốc Lorraine thì để lại cho cha vợ của Louis XV của Pháp là Cựu vương Ba Lan Stanisław Leszczyński, người không có con trai, nên tương lai lãnh thổ này sẽ được vua Pháp thừa kế và sáp nhập.
Cuối triều đại của mình, Gian Gastone chọn giam bản thân trên giường bệnh, được chăm sóc bởi người tùy tùng của ông, Ruspanti.  Sau cái chết của Gian Gastone, vào ngày 9 tháng 7 năm 1737, Francis Stephen kế thừa ngôi vị của Toscana, kết thúc gần 300 năm cai trị của Nhà Medici đối với Florence.